# Geliebte Clara
Geliebte Clara ist ein deutsch-französisch-ungarischer Spielfilm aus dem Jahr 2008. Der Film handelt von der Pianistin Clara Schumann, die mit dem Komponisten Robert Schumann verheiratet ist, aber bald auch vom Komponisten Johannes Brahms verehrt wird.

## Handlung
Nach einer Aufführung von Robert Schumanns Klavierkonzert in Hamburg, wo sie auch den jungen Komponisten Johannes Brahms kennenlernen, beziehen Clara und Robert Schumann ihr neues Zuhause in Düsseldorf, wo Robert Schumann seine neue Stelle als Musikdirektor antritt.
Bei einer Probe zu seiner neuen Sinfonie, der „Rheinischen“, zeigen sich bei Robert Schumann erste Erschöpfungszustände. Als Schumann zuhause an der Sinfonie weiter komponiert, springt seine Frau bei den Proben ein und setzt sich erfolgreich gegen die Bedenken des Orchesters gegenüber einer Frau als Dirigentin zur Wehr.
Wenig später stellt sich Johannes Brahms beim Ehepaar Schumann mit einer eigenen Komposition vor. Die Schumanns zeigen sich beeindruckt von Brahms’ kompositorischen und pianistischen Fähigkeiten. Sie lassen ihn bei sich wohnen, woraufhin er sich liebevoll um die Kinder der Schumanns kümmert.
Während Roberts Arbeit an der „Rheinischen“ leidet er unter immer stärker werdenden Kopfschmerzen. Er bekämpft sie mit Laudanum, von dem er bald abhängig wird. Es kommt zu Spannungen zwischen ihm und seiner Frau, die erneut ein Kind erwartet. Kurz nach der erfolgreichen Uraufführung der „Rheinischen“ lernt Schumann den Arzt Franz Richarz kennen, der ihm Hilfe bei seinen gesundheitlichen Problemen anbietet.
Robert Schumann sieht in dem talentierten Brahms seinen Nachfolger. Dieser wiederum zieht aus dem Hause Schumann aus, als er merkt, dass er für Clara Schumann mehr als nur Freundschaft empfindet. Zudem werden die Schumanns von finanziellen Problemen heimgesucht.
Nachdem Robert Schumann vergeblich versucht hat, sich mit einem Sprung in den Rhein das Leben zu nehmen, nimmt er das Angebot von Franz Richarz an und wird Patient in dessen Institut in Bonn. Brahms kommt zurück, um Clara bei der Versorgung der Kinder zu helfen, während diese zur Finanzierung des Familienunterhalts auf Tournee geht. Als es mit Robert zu Ende geht, reisen Clara und Brahms nach Bonn, um von ihm Abschied zu nehmen.
Nach Roberts Tod sehen Brahms und Clara ein, dass es für sie keine Erfüllung gibt. Brahms feiert einen weiteren Erfolg mit der Premiere seines Ersten Klavierkonzertes mit Clara als Solistin.

## Kritiken
„Der Film krankt nicht nur an seiner statischen Kamera, sondern besonders an der Fehlbesetzung des Robert Schumann. Trotz der gewohnt leise und nuanciert agierenden Hauptdarstellerin vermitteln sich so weder nachvollziehbar Gefühle noch Wucht noch Lebensrausch.“

Kyra Scheurer vom Filmportal Cineman beginnt ihre Filmkritik mit dem Satz: „Selten war Kino so exaltiert, unglaubwürdig und unfreiwillig komisch wie dieses überflüssige Machwerk über das Beziehungsdreieck zwischen Johannes Brahms und dem Ehepaar Clara und Robert Schumann“ und fügt hinzu: „[…] auch die Bildgestaltung neigt zum Pathos, die Verwendung der Musik verstärkt den Hang zum Kitsch und die konstruierten Dialoge samt seltsam gebauter «Emanzipationsgeschichte» sorgen schließlich endgültig dafür, dass die Kostümschmonzette zu allem Überfluss noch seltsam aus der Zeit gefallen scheint“.